# Ditrichum madagassum
Ditrichum madagassum là một loài rêu trong họ Ditrichaceae. Loài này được Renauld & Cardot Paris mô tả khoa học đầu tiên năm 1896.